# Malașivți, Hmelnîțkîi
Malașivți (în ucraineană Малашівці) este localitatea de reședință a comunei Malașivți din raionul Hmelnîțkîi, regiunea Hmelnîțkîi, Ucraina.

## Demografie
Componența lingvistică a localității Malașivți
     Ucraineană (96,91%)
     Rusă (2,92%)
     Alte limbi (0,17%)
Conform recensământului din 2001, majoritatea populației localității Malașivți era vorbitoare de ucraineană (96,91%), existând în minoritate și vorbitori de rusă (2,92%).